# フリーデリント・ワーグナー
フリーデリント・ワーグナー（Friedelind Wagner, 1918年3月29日 - 1991年5月8日）は、ドイツの作曲家ジークフリート・ワーグナーと妻ヴィニフレート・ワーグナーの娘で、リヒャルト・ワーグナーの孫娘。

## 経歴
バイロイト出身。若い頃より他の家族とともにバイロイト音楽祭に関わり、1936年から芸術監督のハインツ・ティーティエンのアシスタントを務めた。しかし家族ぐるみのつきあいのアドルフ・ヒトラーとその第三帝国には批判的で、1939年、スイスを経由してイギリスに亡命した。イギリスでは新聞に反ナチスのコラムを執筆した。
1941年、アルトゥーロ・トスカニーニの助けでアメリカ合衆国にわたり、反ナチスのラジオ放送に関わるようになった。1944年、回想録『炎の遺産』を執筆。翌年、『バイロイトの夜』というタイトルでドイツ語訳がスイスで出版された。またイギリスでも1948年に『バイロイトのロイヤル・ファミリー』のタイトルで出版された。1967年には2冊目の回想録の出版準備が進みながら、ワーグナーは刊行を承諾しなかったという。
1953年に西ドイツに戻り、バイロイト音楽祭の期間に音楽を学ぶ学生のためにマスタークラスを開いた。1960年、ライプツィヒ歌劇場のオープニングに主賓として出席。1967年、ビーレフェルトで『ローエングリン』を上演した。1975年、国際ジークフリート・ワーグナー協会を設立し会長となった。1976年、ピエール・ブーレーズとパトリス・シェローが制作した『ニーベルングの指環』のドキュメンタリー映画を制作し出演した。
教え子にアメリカの指揮者マイケル・ティルソン・トーマスがいる。

## 親族
バイロイト音楽祭を支えてきた女系の家族をあげる。
- コジマ・リスト　祖母
- エファ・ワーグナー・パスキエ　姪（1945年生まれ）
- ニケ・ワーグナー　姪（1945年生まれ）
- カタリーナ・ワーグナー　姪（1978年生まれ）

## 主な著作

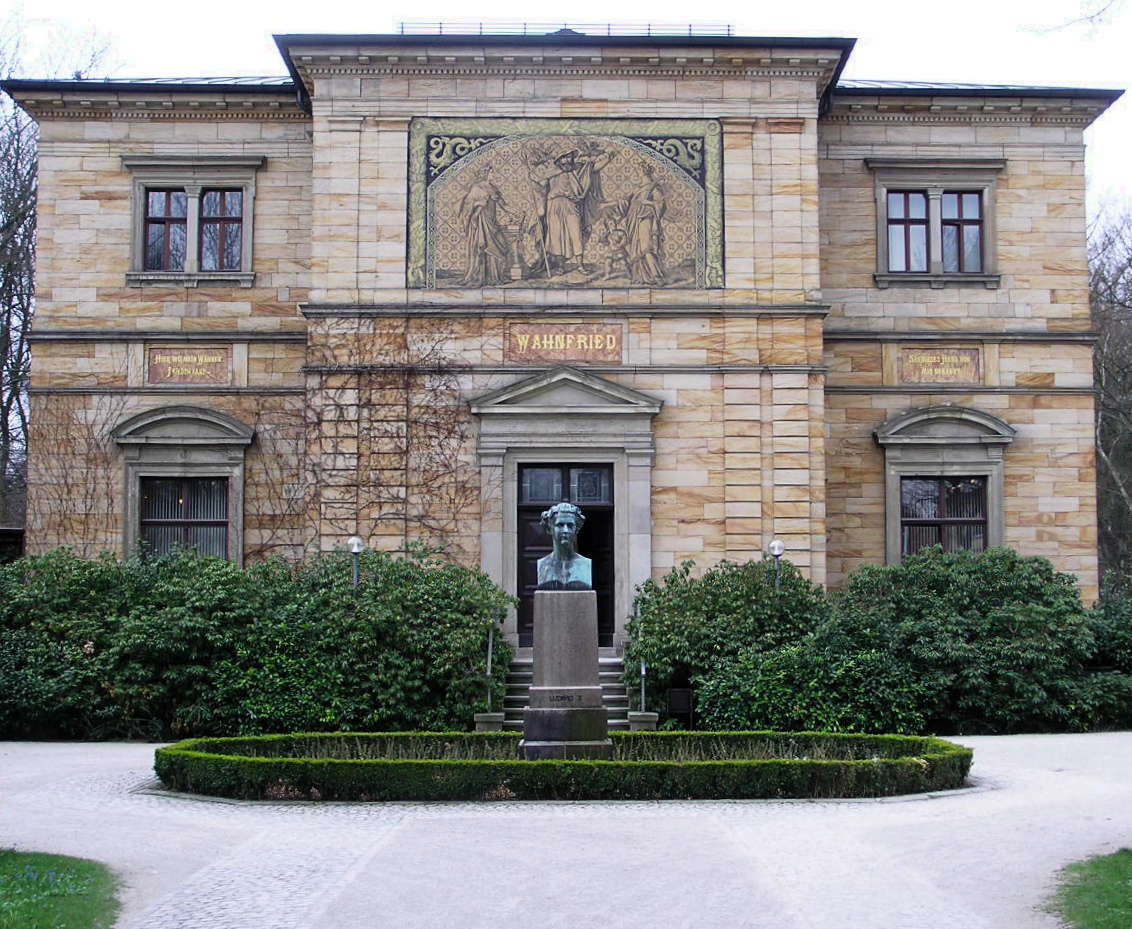
フリーデリント・ワーグナーが幼少期を過ごしたワーンフリート館。現在は記念館。

### 自伝
1945年に発行した自伝『Heritage of Fire』（英語版）は1974年までの間に23版を重ねて世界の図書館495館が収蔵しており、またオランダ語を含む各国語に翻訳された。
日本語版
- 『炎の遺産 : リヒャルト・ワーグナーの孫娘の物語』ページ・クーパー（編集）、北村充史（訳）、論創社、2011年。全国書誌番号:21984734。原題『Heritage of Fire』[8]

各国語版
発行年順。
- Heritage of fire - the story of Richard Wagner's granddaughter. （英語）Page Cooper（編）、電子書籍、New York：London Harper、初版は1945年頃。OCLC 1185570112。ダウンロード版（ドイツ国立図書館）。
  - Eeuwig laaiend vuur : de geschiedenis van Richard Wagner's kleindochter.（オランダ語）Page Cooper（編）、S.A.M. Bottenheim（編）、電子書籍、アムステルダム : Holdert、1947年。アメリカ版（1945年）を編集。
  - The royal family of Bayreuth.（英語） Page Cooper（編）、電子書籍、ロンドン：Eyre and Spottiswoode、1948年頃。OCLC 1308507625。
  - Nacht über Bayreuth: die Geschichte der Enkelin Richard Wagners.（ドイツ語） ベルリン：ウルスタイン、1999年。de:Eva Weissweiler（英語）「あとがき」。ISBN 3-548-30432-X（仮題『バイロイトの夜：リヒャルト・ワーグナーの孫娘の物語』）
  - Richard Wagners sondotter berättar. Page Cooper（編）、オーディオブック（スウェーデン語）、Enskede : TPB、2005年。
  - Héritage de feu souvenirs de Bayreuth (1923-1940).（フランス語） Page Cooper（編）、電子書籍、ライプツィヒ、フランクフルト・アム・マイン：ドイツ国立図書館、2017年。OCLC 1188087910。

### バイロイト音楽祭100周年記念
バイロイト音楽祭100周年を記念して『ニーベルングの指環』全曲を映像化する企画が立てられ、フリーデリント・ワーグナーは制作陣に参加。ピエール・ブーレーズを指揮者に、パトリス・シェローを演出に迎えると「神々の黄昏」編、「ジークフリート」編の2編と、制作過程を追ったメイキング編の3編にまとまった。
神々の黄昏編
- Manfred Jung（出演（英語））、Franz Mazura（映像監督（ドイツ語））、Fritz Hübner（出演）、リヒャルト・ワーグナー（作曲）Family of the ring. Götterdämmerung. Unitel 映画・テレビ番組制作会社、WNET（ニューヨーク市テレビ局）。VHSビデオ、視覚資料、プリンストン : Films for the Humanities（出版）、1981年。

ジークフリート編
- Manfred Jung、ハインツ・ツェドニク（出演）、Hermann Becht（出演）、リヒャルト・ワーグナー（作曲） (c. 1981). Films for the Humanities（編） (ed.). Family of the ring. Siegfried (VHSビデオ3巻（234分 : ステレオ録音、カラー画像) (英語). プリンストン: Films for the Humanities（出版）.、OCLC 43045822。

メイキング編
- John Ardoin（音楽評論家（英語））、ブライアン・ラージ（映像監督（英語））、ギネス・ジョーンズ（出演）、ドナルド・マッキンタイア（出演）、パトリス・シェロー（演出）、ピエール・ブーレーズ（指揮）、Peter Weinberg（製作監督）、ウィリアム・マン（音楽評論）、ジャニーン・アルトマイヤー（歌手）、ジョージ・グリザード（司会）、ヴォルフガング・ワーグナー（挨拶）. Der Ring des Nibelungen The Ring of the Nibelung-- the making of : a documentary of Patrice Chereau's centenary production. Unitel 映画・テレビ番組制作会社、WNET（ニューヨーク市テレビ局）、DVD版（ドイツ語）（英語字幕）、ハンブルク : ドイツ・グラモフォン、初版1983年、改版1987年。ドキュメンタリー、100周年記念映像作品の創作過程を記録。
  - パトリス・シェロー（演出）、John Ardoin（音楽評論家）、Peter Weinberg（製作監督）、Brian Large（監督）、ギネス・ジョーンズ（出演）、Donald McIntyre（出演）、ジョージ・グリザード（司会）.The making of the Ring. DVD版（英語）、ハンブルク：ドイツ・グラモフォン、ミュンヘン：Unitel 映画・テレビ番組制作会社、2005年。

バイロイト音楽祭100周年記念作品として発表したパトリス・シェロー版ワーグナーの「ニーベルンゲンの指環」上演をめぐる記録映像（1976年から1980年）。出演者、フリーデリント・ワーグナー（製作）を含む血縁者への取材、リハーサルから演奏会、録音風景をまとめた。記録映像や写真を使い、バイロイト音楽祭の歴史を1980年代半ばまでおさめた。（紹介文より抜粋）

## 伝記
歴史家のエファ・リーガーと音楽学者でドキュメンタリー作家のエファ・ワイスワイラーがそれぞれ、フリーデリント・ワーグナーの伝記をまとめた。
- Rieger, Eva. Friedelind Wagner: Die rebellische Enkelin Richard Wagners.（ドイツ語） ミュンヘン：Piper ebooks、2012年。電子版NCID BB19254220、OCLC 864018768。書籍版はISBN 978-3492054898。仮題『フリーデリント・ワーグナー、リヒャルト・ワーグナーの反抗的な孫娘』
  - Rieger, Eva. Friedelind Wagner : Richard Wagner's rebellious granddaughter（英語） Chris Walton（訳）、London ; New York : The Boydell Press、2013年。NCID BB16552062、ISBN 9781843838647、LCCN 2013-565094。
- Weissweiler, Eva Erbin des Feuers. Friedelind Wagner. Eine Spurensuche. Pantheon Verlag、2013年 ISBN 3-570-55190-3。仮題『炎の相続人、フリーデリント・ワーグナー—手がかりを求めて』